# Cross Insurance Arena
Die Cross Insurance Arena ist eine Mehrzweckhalle in der US-amerikanischen Stadt Portland im Bundesstaat Maine. Sie befindet sich im Besitz des Cumberland County. 2014 wurde das Versicherungsunternehmen Cross Insurance für zehn Jahre und jährlich 250.000 US-Dollar Namenssponsor. Bis dahin hieß sie Cumberland County Civic Center. Von 2012 bis 2014 wurde die Arena für 33 Mio. US-Dollar umfangreich renoviert.

## Nutzung
Die Cross Insurance Arena war von 1994 bis 2016 die Spielstätte des Eishockeyteams der Portland Pirates. Früher diente es auch den Maine Mariners der American Hockey League (AHL) als Heimspielstätte. Ab der Saison 2018/19 nutzt die neugegründete Mannschaft der Maine Mariners der ECHL die Halle als Heimspielstätte. Ebenfalls 2018 werden 2017 gegründete Arena-Footballmannschaft der Maine Mammoths aus der National Arena League (NAL) den Spielbetrieb in der Arena aufnehmen.
2010 fand das AHL All-Star Classic zwischen den Canadian All-Stars und PlanetUSA statt. Die Canadian All-Stars gewannen mit 10:9 (Shootout).
Die Arena wird für zahlreiche weitere Veranstaltungen wie Konzerte und Sportveranstaltungen wie Basketball und Wrestling genutzt. Das erste Konzert in der Halle gab zur Eröffnung am 3. März 1977 die US-amerikanische Bluesrock-Band ZZ Top. Die Harlem Globetrotters traten bereits mehrmals für Basketball-Showspiele in der Arena auf. Es fanden außerdem bereits mehrfach Wettkämpfe der World Wrestling Entertainment im Civic Center statt.

## Veranstaltungen (Auswahl)

### Konzerte und Shows
- 3. März 1977: ZZ Top
- 17. April 1978: Bob Hope
- 18. Januar 1981: Stevie Wonder
- 19. August 1983: Iron Maiden – Tour
- 19. Juli 1986: Eddie Murphy
- 30. Januar 1987: Billy Joel
- 9. Januar 1991: Judas Priest und Megadeth
- 13. Februar 1993: Bon Jovi
- 6. März 1996: Rod Stewart – Tour
- 20. Dezember 1998: Andy Williams
- 7. April 2000: Elton John
- 25. April 2003: Good Charlotte
- 11. Juli 2006: Nickelback
- 4. Oktober 2007: Bob Dylan, Elvis Costello und Amos Lee
- 31. Januar 2008: Ozzy Osbourne – Tour
- 19. März 2008: Jonas Brothers – Tour